# Microtus agrestis
El topillo agreste (Microtus agrestis) es una especie de roedor de la familia Cricetidae ampliamente distribuido por Europa y algunas zonas de Asia.

## Descripción
De tamaño mediano y de aspecto robusto. El hocico es bastante romo y con la cola relativamente corta, aunque las orejas están más cubiertas por el pelo, externamente tiene una morfología muy similar a la del topillo campesino, (Microtus arvalis), del que es difícil de distinguir. El pelaje es pardo grisáceo en el dorso con los flancos más pálidos, llegando a ser amarillentos; la garganta, el vientre y las patas son grises y la cola presenta una coloración más oscura.

## Distribución
Extendido por toda la región euroasiática, desde el norte de la península ibérica hasta Siberia, el río Lena, el Lago Baikal y el noroeste de China. En Europa falta en Irlanda, Italia y Grecia así como en toda la zona de clima mediterráneo. En España se extiende por el tercio septentrional, en una franja que abarca los Pirineos, la Cornisa Cántabrica, Sierra de la Demanda, Galicia y zona norte de Castilla y León. Desde Galicia desciende por Portugal hacia el sur, llegando hasta Lisboa, Sierra de la Estrella y la Sierra de Gata, en Salamanca y Cáceres.

## Hábitat
Fundamentalmente se le encuentra en praderas y herbazales espesos con poca o nula presión de pastoreo con requerimientos ambientales centroeuropeos, pero menos que el topillo rojo, (Myodes glareolus), ocupa también plantaciones forestales de árboles jóvenes con sustrato herbáceo desarrollado, siendo muy frecuente en zonas montañosas y boscosas. La cobertura espesa de gramíneas es una de las condiciones ideales para la especie. En la península ibérica se localiza desde el nivel del mar hasta altitudes superiores a los 1.600 metros.

## Depredación
Es presa de diferentes carnívoros, sobre todo mustélidos y gato montés (Felis silvestris) y aves rapaces. En la península ibérica puede llegar a ocasionar problemas puntuales para la agricultura, pero nunca como M. arvalis.
En Escandinavia, puede actuar como reservorio de la tiña y leptospirosis.